# دهستان سپیدار
دهستان سپیدار، یکی از دهستانهای بخش سپیدار شهرستان بویراحمد در استان کهگیلویه و بویراحمد ایران است.
این دهستان در مسیر جاده یاسوج به دهدشت واقع شده است و سرشار منابع طبیعی و مزارع مختلف است.
همچنین دارای ۲ شهرک صنعتی بسیار مهم در مرکز استان می‌باشد که یکی از این شهرک‌ها محل استقرار کارخانه‌های تولید شن و ماسه و آسفالت می‌باشد.

## ویژگی‌ها
مرکز این دهستان در فاصله ۳۰ کیلومتری شهر یاسوج که در محور اصلی جاده قدیم یاسوج به دهدشت قرار دارد که و از جاذبه‌های دیدنی این منطقه طبیعت بکر دلی بجک و دیلگون و کوه زراورد و آبشار زیبای تنگ تامرادی است.
پیشه بیشتر مردم روستا کشاورزی و به روش سنتی است. به زبان لری بویراحمدی صحبت می‌کنند و از طوایف مختلفی تشکیل شده‌اند؛ که از اصلی ترین طوایف این منطقه  می‌توان به  و کی گیوی وسادات عنا(عنایی) و سادات امامزاده علی اشاره کرد. در تابستان دارای آب و هوای مطبوع و خنک و زمستان آن سرد است به‌طوری‌که همه ساله همراه با بارش فراوان برف است. در کوه‌های بلند پیرامون روستاهای دهستان که گاه ارتفاع آن‌ها به ۳۰۰۰ متر بالغ می‌شود انواع گیاهان و درختان می‌رویند و در بسیار از نقاط لاله‌های واژگون نیز دیده می‌شود.

## جمعیت
براساس سرشماری عمومی نفوس و مسکن در سال ۱۳۹۵، جمعیت دهستان سپیدار برابر با ۳٬۶۱۱ نفر بوده است.